# Große Lehmwespe

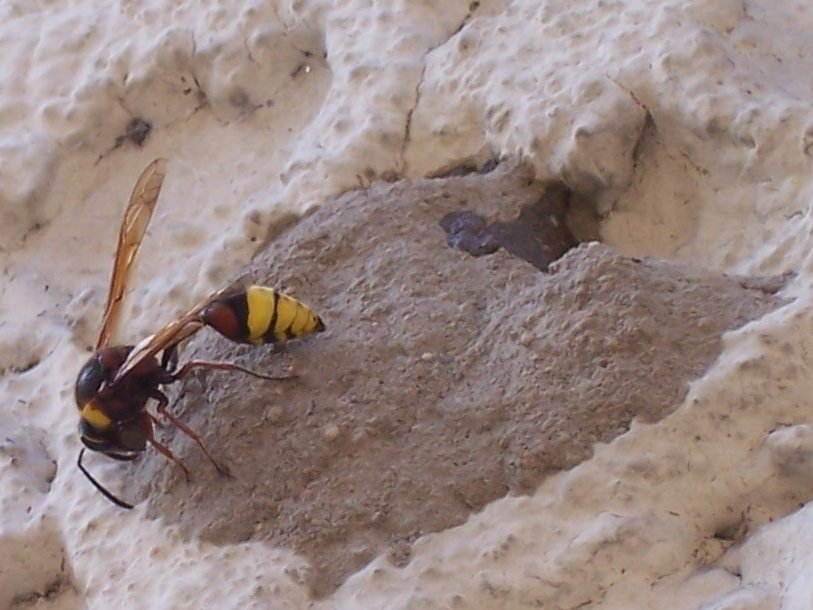
Große Lehmwespe mit Nest

Die Große Lehmwespe (Delta unguiculatum), auch Delta-Lehmwespe genannt, ist ein Hautflügler aus der Familie der Faltenwespen (Vespidae). Sie ist die einzige Art ihrer Gattung in Europa.

## Merkmale
Weibchen erreichen eine Körperlänge von 20 bis 26 Millimetern, Männchen werden 16 bis 20 Millimeter lang. Damit ist die Art die größte Solitäre Faltenwespe Mitteleuropas. Ihr Körper ist schwarz und teilweise dunkelrot gefärbt, der Hinterleib trägt breite gelbe Binden. Aufgrund ihrer Färbung und Größe, auch ihres Verhaltens, ist sie leicht zu bestimmen.

## Vorkommen
Die Große Lehmwespe kommt von Südeuropa bis nach Kleinasien vor, wobei die nördliche Grenze ihrer Verbreitung durch den Süden Deutschlands verläuft. Sie besiedelt vorrangig den Siedlungsbereich des Menschen (Synanthropie) und ist an sonnigen Mauern und frei liegenden Steinen zu finden. Die Tiere fliegen in einer Generation von Anfang Juni bis Ende August.

## Lebensweise
Die Weibchen legen ihre Lehmnester an Steinen und Mauern, bevorzugt an hellen, rauen Oberflächen an. Die Nester findet man an Gebäuden bis in etwa 15 Meter Höhe. Sie bestehen aus bis zu sieben Zellen, die zum Abschluss mit einem lehmigen Mörtel überdeckt werden. Die Form des Nestes erinnert an einen getrockneten Lehmklumpen. Da die Nester in der Nähe des Menschen angelegt werden, sind sie von mutwilliger Zerstörung stark betroffen. Die Larven werden jeweils mit zwei bis drei Raupen von Spannern oder Eulenfaltern versorgt. Die Larven ernähren sich etwa 12 Tage von ihrem Nahrungsvorrat und verpuppen sich in einem Kokon. 